# Turó de les Saleres (el Montmell)
El Turó de les Saleres és una muntanya de 621 metres que es troba al municipi del Montmell, a la comarca del Baix Penedès.